# المجامة
المجامَّة هي إحدى القرى التابعة لمحافظة أحد المسارحة بمنطقة جازان جنوب غرب السعودية. تقع القرية على بعد يقدر بنحو 13 كم تقريباً غرب مدينة أحد المسارحة.

## نبذة
ترتبط قرية المجامة بشبكة من الطرق وذلك عن طريق محافظة أحد المسارحة من جهة، وقرية الشعفولية من جهة أخرى. وبها خزانان لمياه الشرب المحلاة الخاصة بالهيئة السعودية للمياه. كما أن القرية تحتوي على مدرسة للبنين وأخرى للبنات.

## موقع المجامة الأثري
في سنة 2006 م (1427 هـ) تم اكتشاف موقع أثري يقع على بُعد يقدر بنحو 1 - 2 كم تقريباً جنوب غربي القرية في مكان يسمى «دمنة المجامة».
الموقع يتميز كونه أرض ذات مساحة كبيرة تغطيها الكثبان الرملية ويبعد عن محافظة أحد المسارحة بنحو 11 كم، وهو عبارة عن بقع متناثرة يتناثر على سطحها الكثير من المعثورات الطميية الحجرية والفخارية وبعض بقايا من العظام ويتضح لمن يزور تلك البقع أنها تمثل امتداداً لموقع واحد لكن طغيان الكثبان الرملية على الموقع والمتناثرة في جميع الجوانب جعلت من الموقع وكأنه مواقع متعددة كما تتناثر القطع الحجرية على سطح الموقع وهي عبارة عن شظايا لرؤوس سهام وشفرات ومساحن ونويات بالإضافة إلى الكسر الفخارية وبعض العظام.
وعن تاريخ الموقع فيتوقع بأن محتوياته تنتمي إلى العصور الحجرية الحديثة ولعل بعض المعثورات يعود إلى فترة أقدم من ذلك كما أن بعضها قد يعود إلى فترة أحدث وتحديداً الفخار وان كان هناك شبه كبير بين معثورات هذا الموقع وبين المعثورات التي وجدت في موقع الثمامة الأثري.، تبعد 10 كم غرب مدينة أحد المسارحة.

## انظر ايضاً
- أحد المسارحة
- أبو عريش

## وصلات خارجية
- بلدية محافظة أبو عريش
- حصر الخدمات بالمدن والقرى بمنطقة جازان
- فرص الإستثمار السياحي بمنطقة جازان
- دليل الخدمات بمنطقة جازان